# 멀리사 스톡웰
멀리사 스톡웰(Melissa Stockwell, 1980년 4월 23일 ~ )은 미국의 의지 보조기 기사이자 운동선수이다. 2004년 4월 13일, 미 육군 중위로 참전한 이라크전에서 폭발로 왼쪽 다리를 잃었다. 이 부상으로 동성훈장과 퍼플하트훈장을 수훈했다. 2008년 패럴림픽 100m 접영, 100m 자유형, 400m 자유형 종목에 출전했다. 현재는 강연활동 및 트라이애슬론 코치로 일하고 있다.